# 水谷あつし
水谷 あつし（みずたに あつし、本名：水谷 敦、1965年7月26日 - ）は、日本の俳優、脚本家、演出家。神奈川県横浜市出身。血液型AB型。身長183cm、体重67kg。

## 経歴
- 1984年、神奈川県立港北高等学校卒業後東京キッドブラザースに入団。徐々に頭角を現す。
- 1988年、劇団同期の俳優・長戸勝彦と萩本欽一氏プロデュース番組のオーディションを受けるも不合格。しかし、後に長戸と共に萩本氏プロデュースによるユニット・JA-JAを結成。芝居のみならず、歌手活動もこなす事となる(1990年まで)。
- 1991年、退団後、芸能プロダクション芸映に移籍。活動の幅をテレビ・映画等にも広げる。
- 1995年、自身で作・演出・出演を務める「サボテンの会」発足。多数の舞台公演を行う。
- 2001年、芸映と契約解消し、個人事務所「Office ASH」を設立。
- 2004年には新プロジェクト「Happy ever After」を始動。新宿シアターサンモールにて『ゴレンズ 〜この人生には再生紙を使用しています。〜』を上演。

## 人物・エピソード
- JA-JA時代より脚本家・君塚良一との親交が深く、『さよなら、小津先生』『ホーム＆アウェイ』『役者魂!』映画『容疑者 室井慎次』等数多くの君塚脚本作品に出演している。また、芸映所属時代は何故かTBS系列のドラマに出演する事も多かった。
- 劇団時代は本名の水谷敦で活動していたが、1990年改名。また、1995年頃は水谷敦詞にしていた事もあったが、再び水谷あつしとなる

## 出演

### テレビドラマ
- あぶない刑事 第48話「無謀」（1987年） - 真木紀男 役
- 大河ドラマ 武田信玄（1988年） - レギュラー・菊丸役
- 世にも奇妙な物語
  - 伝言板（1989年） - 信 役
  - 友子の長い朝（1995年） - 友子（主人公）の妄想の中の二枚目 役
- J-BOAT（1991年） - レギュラー
- あっかんベーゼ（1991年）
- 映画みたいな恋したい アメリカン・ジゴロ（1993年） - 主演・洋二 役
- コンビニエンスドラマ3 もう一度あなたと（1993年） - 主演・アキラ役
- 水曜ドラマ 禁断の果実（1994年）
- ママじゃないってば!（1994年） - 秋田 役
- 夏は秘密がいっぱい!（1994年） - レギュラー・金子進 役
- カミング・ホーム（1994年）
- 金曜エンターテイメント
  - 女優 夏木みどりシリーズ4（1994年）
  - 半熟卵（1994年） - レギュラー・神部一郎 役
  - 心はロンリー気持ちは「…」XI（2003年） - バーのマスター 役
  - 特別番組 ずっと逢いたかった。（2005年） - ファーストフード店長 役
- 月曜ドラマスペシャル
  - ジャイアンツ-誰もがみんな夢を見る-（1993年） - 青木保 役
  - 一色京太郎事件ノートシリーズ（1995年） - レギュラー・木口修 役
  - ミニパト婦警の事件簿 - 小野刑事 役
  - 恥ずかしながら私社長です（1995年） - 岩佐良彦 役
  - 親子弁護士の探偵帖3（1995年） - 田島 役
  - 新春ドラマ・パパ帰る‘96（1996年）
- セカンド・チャンス（1995年） - レギュラー・小林 役
- ラブの贈りもの2（1995年）
- 土曜ワイド劇場
  - おふくろ刑事 柏木桃子（1995年） - 土村貴志 役
  - ダイエット三姉妹の旅情事件簿2（1998年）
  - おばはん刑事!流石姫子6（2001年） - 畑山祥介 役
  - 特別企画 家政婦は見た!24（2006年）
- はぐれ刑事純情派（1997年）
- GTO 第7話（1998年） - 山田 役
- TEAM 第8話（1999年）
- ママまっしぐら!（2000年）
- ラブコンプレックス 最終回（2000年）
- さよなら、小津先生 第7話（2001年） - 青山 役
- ホーム&アウェイ 第10話（2002年） - 青年団長 役
- 特命!刑事どん亀 第7話（2006年） - 剣崎 役
- 役者魂! 第1話・第2話（2006年） - 演出家・三村哲 役
- はだしのゲン(2007年)
- お台場探偵羞恥心 ヘキサゴン殺人事件（2008年） - 謎の中国系組織ボス 役
- ホストの女房（2009年）
- 桜蘭高校ホスト部 第2話（2011年） - 医者 役
- 東海テレビスペシャルドラマ 怪盗ハンサム（2011年） - 峰岸 役
- 馬子先輩の言う通り（2015年） - 玉藻 役
- 日立 世界・ふしぎ発見!（2016年） - 織田信長 役
- 警視庁 ナシゴレン課 第2話（2016年） - 宗川富雄 役
- お前はまだグンマを知らない第3話（2017年）
- 最高のオバハン第3話(2021年)-帯刀役
- 全っっっっっ然知らない街を歩いてみたものの Season2 第4話・第5話（2022年3月28日・4月4日、フジテレビ）[2]-ロベルト役

### バラエティ
- ビギニング!!チャチャ（1988年） - レギュラー
- CHA-CHAワールド（1989年） - レギュラー
- 笑うと泣くぞ…ダハ!（1990年） - レギュラー
- 欽ちゃんのどこまで笑うの レギュラー
- オジャマンないと（1991年 - 1992年） - レギュラー
- コサキンルーの怒んないで聞いて!!（1993年 - 1994年） - レギュラー
- 吉本新春ギャグパラダイス（1995年）
- 笑いの巨人（2003年）
- テイバン.tv（2012年）
- クイズ!脳ベルSHOW(2020年) - 週間チャンピオン

### CM
- ニッカウヰスキー 「オールモルト」シリーズ（1991年）

### 舞台
- 東京キッドブラザース公演（1985年 - 1991年）
- 『風の行方 ピエロ明子』（1991年、博品館劇場）
- 『夢のまにまに』（1991年、博品館劇場）
- 『夏を抱きしめたい』（1992年）
- ロンドンミュージカル『ブラッド・ブラザース』（1992年）
- 『花恋』（1993年）
- ブロードウェイ・ミュージカル『レディ イン ザ ダーク』（1996年）
- 音楽劇『ご親切は半分に』（1997年）
- ブロードウェイ・ミュージカル『ヴィクター・ヴィクトリア』（1998年）
- 『花粉熱』（1998年）
- 『萩本欽一奮闘喜劇公演』（1998年、新宿コマ劇場）
- ミュージカル『青空』（1999年・2001年）
- 間寛平芸能生活30周年記念公演『わしゃ止まると死ぬんじゃ』（1999年、なんばグランド花月）
- ミュージカル『アパートの鍵貸します』（2001年）
- 『夢みる女』（2002年、三越劇場）
- 『おしゃべり伝六捕物帖』（2002年、明治座）
- 『江戸っ子芸者 夢奴奮闘記』（2003年、三越劇場）
- 『ORB』（2003年、本多劇場）
- 『一郎ちゃんがいく。』（2003年、博品館劇場）
- 『ねずみ小僧 危機一髪!!』（2004年、明治座）
- 『赤い靴の女たち』（2005年、赤レンガ倉庫）
- 『狐狸狐狸ばなし』（2005年、三越劇場）
- bambino
  - 『bambino』（2006年、新宿シアターサンモール）
  - 『bambino+』（2006年、新宿シアターアプル）
  - 『bambino due』（2007年5月 - 6月、東京芸術劇場中ホール/大阪メルパルクホール/名鉄ホール）
  - 『bambino+ in YOKOHAMA』（2007年12月、横浜BLITZ）
  - 『bambino 0』（2008年5月、新宿シアターアプル）
  - 『bambino+ in apple』（2008年9月、新宿シアターアプル）
  - 『bambino3&+』（2009年8月22日・23日、新宿シアターサンモール） - ゲスト出演
  - 『bambino final!』（2012年6月6日 - 17日・22日・23日、新宿シアターサンモール/大阪サンケイホールブリーゼ）
- コロッケ納涼特別公演『大当たり!夫婦茶碗』（2006年、中日劇場）
- コロッケ新春喜劇公演『俺はお殿様』（2007年、新宿コマ劇場）
- 『ヴァーサス』（2007年4月、青山円形劇場）
- メモリーズ
  - 『メモリーズ 2』（2007年8月、新宿シアターサンモール）
  - 『メモリーズ 3』（2008年4月、新宿シアターサンモール）
- 『苦情の手紙』（2007年8月24日、新宿シアターサンモール）
- コロッケ特別公演『しあわせ地蔵』（2007年10月、中日劇場）
- 『ねぇ、夜は誰のためにあるの?』（2007年11月30日 - 12月2日、博品館劇場）
- 『ヘキサな二人』（2008年2月、新宿シアターアプル ）
- 『ダブルブッキング!!』（2008年7月18日 - 27日、紀伊國屋ホール/シアタートップス）
- 『7Dummy's Blues.』（2008年8月20日 - 27日、青山円形劇場）
- 吉幾三特別公演『十六代目婿養子』中日劇場（2008年10月）
- 『イタズラなKiss』（2008年12月、新宿シアターサンモール） - 等々力達也 役
- 『K』 - 湯浅貴一 役
  - プレビュートークショー（2009年1月、赤坂RED/THEATER）
  - 本公演（2009年2月・3月、赤坂ACTシアター/新神戸オリエンタル劇場）
- 丸美屋食品ミュージカル『アニー』（2009年 - 2010年、青山劇場 他） - ルースター役
- 『SHURABA』（2009年7月18日 - 26日、東京芸術劇場小ホール2）
- ミュージカル『グッバイ、チャーリー』（2009年9月12日 - 26日、東京芸術劇場中ホール 他）
- 『青山ボーイズキャバレー』（2009年10月12日 - 16日、青山円形劇場） - ゲスト出演
- コロッケ特別公演（2009年10月31日 - 11月24日、中日劇場）
- 『コントンクラブ』（2009年12月2日 - 13日、博品館劇場） - 演出・出演
- TSミュージカルファンデーション オリジナルミュージカル 『Diana-月の女神ディアナ-』（2010年10月8日 - 31日、東京芸術劇場小ホール1）
- コロッケ新春特別公演 太閤記外伝『花のこみち』（2011年1月2日 - 26日、中日劇場）
- 舞台版『花咲ける青少年』 - ハリー役
  - 舞台版『花咲ける青少年〜The Budding Beauty in The Oriental Blue Wind〜』（2011年2月16日 - 27日、青山 草月ホール）
  - 舞台版『花咲ける青少年ファイナル〜The Blooming Princess〜』（2012年1月15日 - 18日、サンシャイン劇場）
- 『CRASH POTION〜コーポ・ゴーストの秘密〜』（2011年3月30日 - 4月3日、MAKOTOシアター銀座）
- 方南ぐみ企画公演 袋のねずみ番外編『道』（2011年7月22日 - 31日、俳優座劇場）
- 『Letter』（2011年8月31日 - 9月4日、恵比寿・エコー劇場）
- abc★赤坂ボーイズキャバレーSpin Off『2回裏』（2011年12月7日 - 11日、博品館劇場）
- 『ハロー、イエスタディ』（2012年3月14日 - 18日、全労済ホールスペース・ゼロ）
- 『コーサ・ノストラの掟』（2012年11月1日 - 4日、CBGKシブゲキ!!）
- 『ダブルブッキング』（2013年1月9日 - 20日、下北沢本多劇場/劇小劇場/楽園）
- 『MORES』（2013年4月3日 - 14日、新宿シアターサンモール/大阪ABCホール）
- 『新贋作水滸伝』（2013年5月15日 - 19日、東池袋あうるすぽっと）
- 『千年マチコ』（2013年6月26日 - 30日、池袋シアターグリーンBOX in BOX）
- 『ミュージカルNicky』（2013年8月8日 - 11日、光が丘IMAホール）
- 『異聞天狼伝』（2013年9月4日 - 11日、全労済ホールスペース・ゼロ）
- 『歌いタイツ』（2013年9月25日 - 29日、東池袋あうるすぽっと）
- 『Can you belive ファンタスケッチ?』（2014年2月4日 - 9日、中野テアトルBONBON）
- 『桃太郎外伝』（2014年3月12日 - 16日、築地ブディストホール）
- 『ミュージカルNicky』（2014年8月19日 - 24日、光が丘IMAホール）
- 『炎の蜃気楼昭和編』 - 執行健作 役
  - 『炎の蜃気楼昭和編 夜啼鳥ブルース』（2014年9月17日 - 23日、新宿シアターサンモール）
  - 『炎の蜃気楼昭和編 瑠璃燕ブルース』（2015年10月8日 - 13日、シアター1010）
  - 『炎の蜃気楼昭和編 夜叉衆ブギウギ』（2016年10月21日 - 30日、新宿シアターサンモール）
  - 『炎の蜃気楼昭和編 紅蓮坂ブルース』（2017年10月12日-17日、シアター1010）
- 『リズミックタウン』（2014年12月24日 - 28日、新国立劇場小劇場）
- 『ユメオイビトの航海日誌』（2015年2月11日 - 15日、新宿シアターサンモール）
- 『エデンズロック』（2015年3月25日 - 29日、新宿村LIVE）
- 『マリオネット』（2015年5月15日 - 19日、六行会ホール）
- 『五右衛門烈風伝』（2015年7月15日 - 20日、築地ブディストホール）
- 『ミュージカルNicky』（2015年8月18日 - 23日、光が丘IMAホール）
- 『逆鱗アンドロイド』（2015年9月10日 - 14日、東京芸術劇場シアターウエスト）
- 『舞台 遥かなる時空の中で6』（2015年11月27日 - 12月6日、全労済ホールスペース・ゼロ） - 片霧清四郎 役
- 『魔王ロス症候群』（2015年12月23日 - 29日、新宿シアターサンモール）
- 『リボンの騎士 鷲尾高校演劇部奮闘記』（2016年3月10日 - 13日、六行会ホール）
- 『ミュージカルNicky』（2016年5月12日 - 15日、光が丘IMAホール）
- 『HUNGRY 伝説との距離』（2016年7月21日 - 24日、CBGKシブゲキ!!）
- 『ハロー、イエスタディ 再演』（2016年8月24日 - 31日、新宿シアターサンモール）
- 『THE面接』（2016年9月27日 - 10月2日、俳優座劇場）
- 『伊賀の花嫁』（2017年1月13日 - 22日、博品館劇場）
- 劇場版『幽霊塔』（2017年3月16日 - 20日、新宿シアターモリエール）- 児玉丈太郎・芦屋暁斎 役
- 『あたっくNo.1』（2017年6月2日-11日、博品館劇場）
- 戦国活劇『サムライガンバ』（2017年7月12日-16日、六行会ホール）
- 朗読舞台『逢いたくて』(2017年8月8-13日、三越劇場）
- 『リア王』（2017年8月23日-27日、三越劇場）
- 『ハムレット』（2017年12月6日-10日、六行会ホール）
- 『伊賀の花嫁その二～鬼は外編』（2018年1月24日-2月4日、俳優座劇場）
- 『THE面接』（2018年4月12日-21日、三越劇場）
- 『まっ透明なAsoべんきょ～』（2018年5月-6月、俳優座劇場/ABC Hall/熱田文化小劇場）
- 朗読舞台『青空』(2018年8月8日-19日、三越劇場）
- 配信朗読劇 『予告犯』（2018年9月13日-23日、あうるすぽっと) - 刑事 役
- 『アクトカンタービレ scene1～Smoky Dog』(2018年11月22日ｰ25日、東京サイエンスホール)
- 『画狂人 北斎』(2019年1月10日ｰ20日、新国立劇場（小劇場））
- 『伊賀の花嫁その三～ズルイ女編』(2019年2月2日ｰ11日、三越劇場)
- 『王室教師ハイネ THEMUSICALⅡ』(2019年4月11日ｰ14日、東京ドームシティホール、27.28日 神戸国際会館こくさいホール) - ヴェンヴィン役
- 『アクトカンタービレ scene2～golden lemonade』(2019年5月9日ｰ13日、博品館劇場)  - ピース役
- 『殺してもいい命』(2019年6月21日〜30日、サンシャイン劇場 主演:篠田麻里子) - 山路哲夫 役
- 『キャッシュオンデリバリー』（2019年10月10日～14日、品川プリンスホテル クラブeX）
- 『裏からGood Schoolへ』（2019年11月20日～24日、新宿シアターサンモール）
- 『トラブルショー』（2019年12月5日～9日、光が丘IMAホール）
- 『伊賀の花嫁その四～シングルベッド編』（2020年1月22日～29日、俳優座劇場）
- 朗読舞台『青空』(2020年2月2日、俳優座劇場）
- 『画狂人 北斎』(2021年3月4日ｰ14日、新国立劇場（小劇場）、2021年3月20.21日、小布施町北斎ホール、2021年3月24.25日、サンケイホールブリーゼ、2021年3月28日、備前市市民センター、2021年3月31日、レクザムホール（香川県県民ホール） 小ホール、2021年4月3.4日、北國新聞赤羽ホール）
- 朗読舞台 伊賀の花嫁企画公演『三四郎のお見合い』(2021年6月15日、俳優座劇場)
- 『WORLD』 - 馬橋健三郎 役
  - 『WORLD〜Change The Sky〜』（2021年6月27日-7月4日、なかのZERO大ホール）
  - 『WORLD〜Run for the Sun〜』（2022年9月3日-11日、スペースゼロ）
- 『盾の勇者の成り上がり』（2021年7月15-25日、新宿シアターサンモール） - オルトクレイ役
- 朗読劇『トップスまであと５秒！』（2021年9月11日〜12日、シアタートップス）
- 朗読劇『あの空を。』(2021年9月15日、俳優座劇場)
- 朗読舞台 伊賀の花嫁企画公演『三四郎のお見合い』(2021年10月12日、16日、17日、俳優座劇場)
- 『伊賀の花嫁 THE FINAL ここにいるぜぇ編』（2022年1月29日～2月6日、俳優座劇場）
- 朗読舞台『青空』(2022年11月6日、博品館劇場）
- 朗読舞台『あの空を』(2023年1月２８日、俳優座劇場）
- 『画狂人 北斎』(2023年２月２.３日、曳舟文化センター、2023年２月８日、カナモトホール(札幌市民ホール)、2023年2月12日、ロームシアター京都サウスホール、2023年2月15日、JMSアステールプラザ 中ホール、2023年2月22.23日、北國新聞赤羽ホール、2023年2月25日、枚方市総合文化芸術センター 小ホール、2023年2月28日、池田市民文化会館(アゼリアホール)、2023年3月2日、吹田市文化会館(メイシアター)、2023年3月5日、霧島市民会館、2023年3月7日、ももちパレス（福岡県立ももち文化センター）、2023年3月5日、霧島市民会館、2023年3月11日、あきた芸術劇場ミルハス、2023年3月18.19日、小布施町北斎ホール、2023年3月22日ｰ26日、紀伊國屋ホール）
- 方南ぐみ企画公演『あたっくNO.1』（2023年9月22日 - 10月1日、俳優座劇場） - 宇津木真 役[3]
- 『スラマツ』(2023年10月25日-29日、ブルースクエア四谷)
- 方南ぐみ企画公演『帰ってこい! 伊賀の花嫁 その六』そうだ! We're Alive編（2024年1月17日 - 21日、俳優座劇場）[4]
- 舞台『ろくでなしコーラス』（2024年3月20日 - 24日、浅草花劇場） - ママ 役[5]
- ミュージカル座『命日オプション』（2024年5月9日 - 12日、六行会ホール） - 局長 役[6]
- ブラックジャックによろしく（2024年7月31日 - 8月12日、赤坂RED/THEATER）[7]
- 舞台『素敵なカミングアウト』（2024年9月13日 - 23日、浅草花劇場） - 苫米地俊彦 役（Team STAR）[8]
- 『多重面奏』-町田慎吾30周年記念公演-（2024年11月13日 - 17日、シアター・アルファ東京）[9]
- 『ジャニス』（2025年8月20日 - 24日〈予定〉、博品館劇場）[10]
- 『新 画狂人北斎』-2025-（2025年10月17日 - 11月27日〈予定〉、紀伊國屋ホール 他） - 柳亭種彦 役[11]

### 配信
- マーダーミステリーシアター『裏切りの晩餐』-日野勝利役(2021年）
- 宮本亞門演出 リーディング演劇『スマコ』-役人 矢代廉太郎役(2021年）

### 映画
- 恋人はスナイパー 劇場版（2003年）
- MAKOTO（2005年）
- 容疑者 室井慎次（2005年） - 鈴木英夫 役
- 誰も守ってくれない（2009年）
- これでいいのだ!!映画★赤塚不二夫（2011年） - 春日太郎 役
- ツレがうつになりまして。（2011年）
- Hunger Z（2014年）
- グッドモーニングショー（2016年）

### プロデュース・脚本・演出
- 『O・AI・SO』（1995年） - 作・演出・出演
- 『あした 昔になぁれ』（1995年） - 出演
- 『痛快娯楽劇 それって!?ドラキュラ』（1996年） - 作・演出・出演
- 『TU-KA "お前、震ってる"』（1997年） - 作・演出・出演
- 『反町ゴールデン銀座商店街』（1998年） - 作・演出・出演
- 『常盤兄弟探偵事務所』（1998年） - 作・演出・出演
- 『反町ゴールデン銀座商店街'99』（1999年） - 作・演出・出演
- 『Punk Ladyの謎』（1999年） - 作・演出 ※アイピット目白上半期作品賞 金賞受賞
- 『常盤兄弟探偵事務所2 オキナワンドリーム』（2000年） - 作・演出・出演 ※アイピット目白フェスティバル作品賞 銀賞受賞
- 『成城楽園 (Tokyo fool's paradise)』（2001年） - 演出・脚色
- Happy ever Aftre公演『ゴレンズ 〜この人生には再生紙を使用しています。〜』（2004年、新宿シアターサンモール） - プロデュース
- ケイダッシュステージ製作
  - 『コントンクラブ』（2009年、博品館劇場） - 演出・出演
  - 『コントンクラブimage2』（2010年、新宿シアターサンモール） - ショートストーリー脚本・ゲスト出演
  - 『メモリーズ5』（2010年、新宿シアターサンモール） - 演出